# The Maker
The Maker é um filme de drama de 1997, dirigido por Tim Hunter.

## Enredo
Josh é um rapaz, estudante do ensino secundário, que mora com os pais adotivos e está envolvido em crimes com os seus amigos (incluindo a jovem lésbica Bella). De repente, o seu irmão mais velho, Walter, volta (ele deixou a casa dos pais há 10 anos quando ele tinha 18 e nunca mais se ouviu falar sobre eles). Walter começa a envolver Josh em várias novas atividades criminosas, incluindo roubo.

## Elenco
- Matthew Modine ...  Walter Schmeiss
- Mary-Louise Parker ...  Oficial Emily Peck
- Jonathan Rhys Meyers ...  Josh Minnell
- Fairuza Balk ...  Bella Sotto
- Michael Madsen ...  Skarney
- Jesse Borrego ...  Felice A. Beato
- Kate McGregor-Stewart ...  Mrs. Minnell
- Lawrence Pressman ...  Mr. Minnell
- Jeff Kober ...  Rubicon Beziqui
- Matthew David James ...  Ike
- Marc Worden ...  Simon
- Joel McKinnon Miller ...  Oficial
- Robert Gossett ...  Parceiro
- Kimberly Wallis ...  Vendedora
- Kate Murtagh ...  Large Matron